# 2014年平壤住宅大樓倒塌事件
平壤住宅大楼倒塌事件发生在2014年5月13日下午五时许，北韩平壤市平川区域一幢兴建中的23层高住宅大楼倒塌，由于已有92户入住，估计惨剧酿成死亡人数可能高达490。
北韩传媒在事发几日后报道，官员就事故向居民低头道歉，被指是相当罕见。